# 広州駅
広州駅（こうしゅうえき）は、中華人民共和国広東省広州市に位置する、中国国鉄（CR）と広州地下鉄の駅。広州市では最も大きな駅の一つ。

## 利用可能な鉄道路線
中国国鉄広州局
京広線
広深線
広茂線
広州地下鉄
■2号線
■5号線

## 歴史
広州市中心部には以前複数の駅があり、広深鉄路の終点は大沙頭に、広三鉄路の終点は石囲塘にあった。
- 1951年 - 市内白雲路に移設。
- 1974年 - 現在位置に移転。
- 1979年4月4日 - 港穂直通列車（広九直通列車）が30年ぶりに当駅を始発駅として復活する。
- 1996年 - 広州東駅開業に伴い、港穂直通列車の起終点が広州東駅に変更となる。
- 2002年12月29日 - 広州地下鉄2号線広州駅開業。
- 2009年12月29日 - 広州地下鉄5号線広州駅開業。

## 駅構造

### 中国国鉄広州局
島式ホーム3面6線と櫛形ホーム2面3線の、合計5面9線の地上駅である。
駅舎の上には中央に駅名の「广州站」が、左右に「统一祖国　振兴中华」というスローガンがネオンサイン付きで掲げられている。

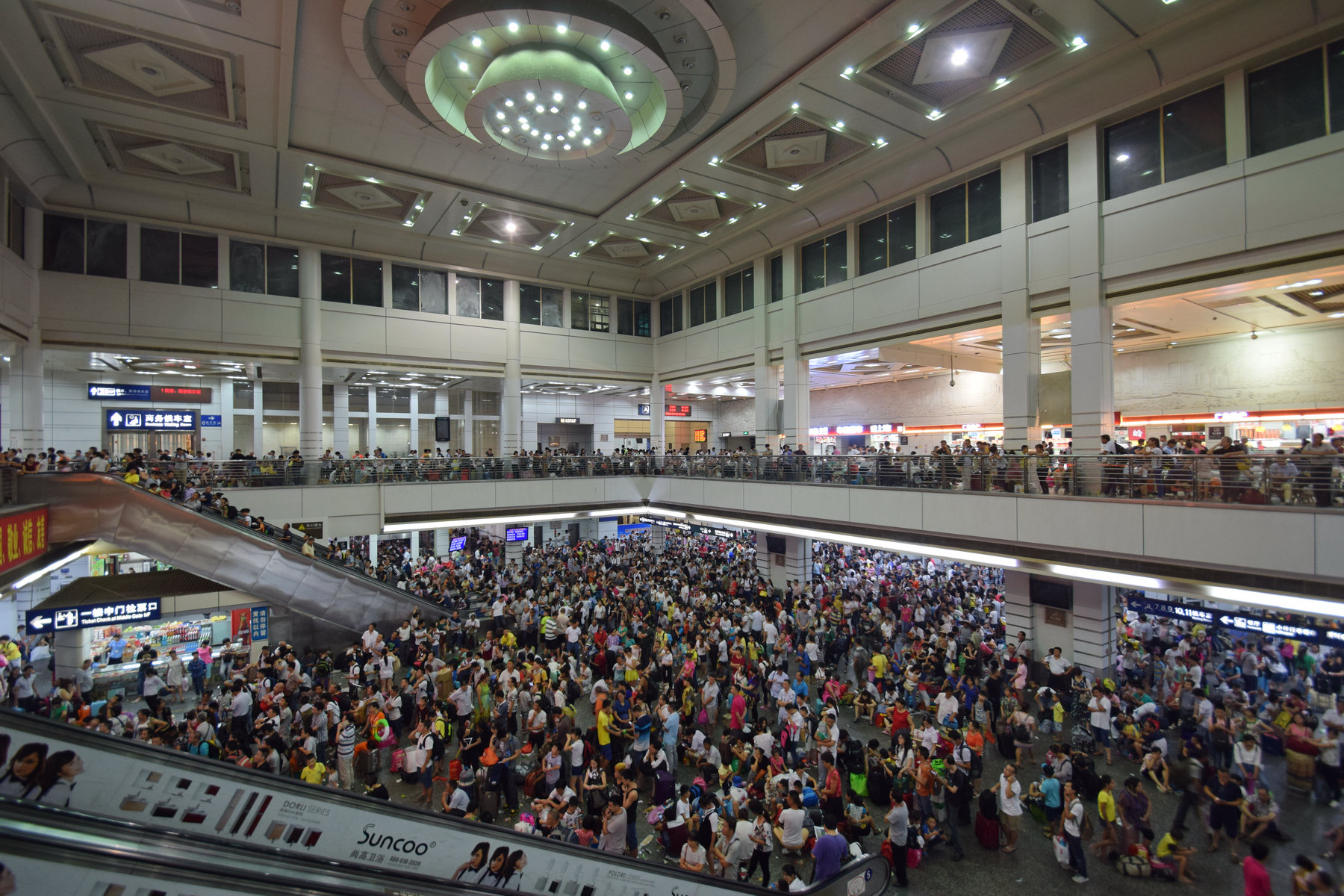
中央コンコース
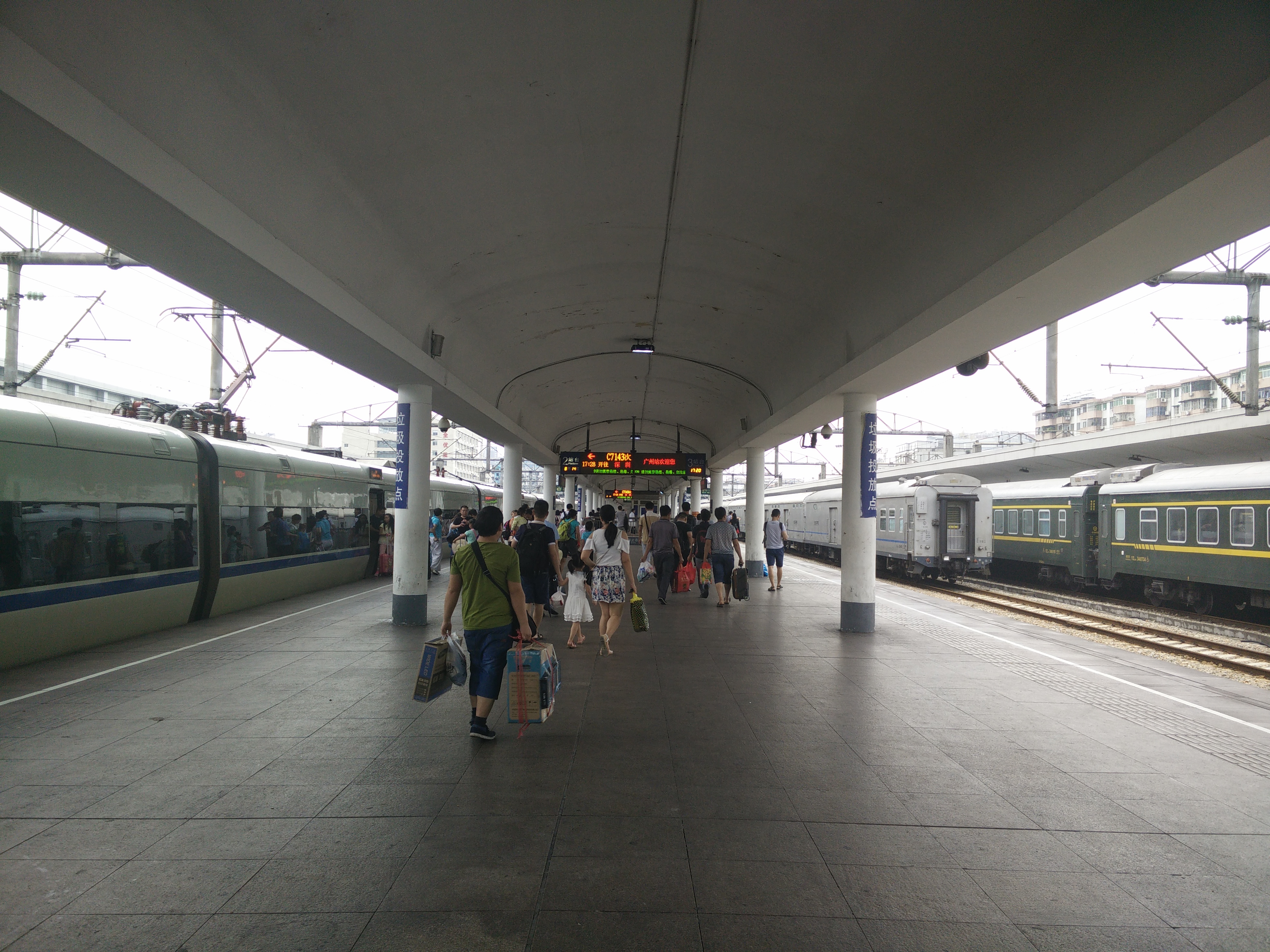
2・3番線ホーム

### 広州地下鉄
2号線・5号線共にプラットホームは島式1面2線構造。地下2階に2号線ホーム、地下3階に5号線ホームがある。地下1階は改札階である。

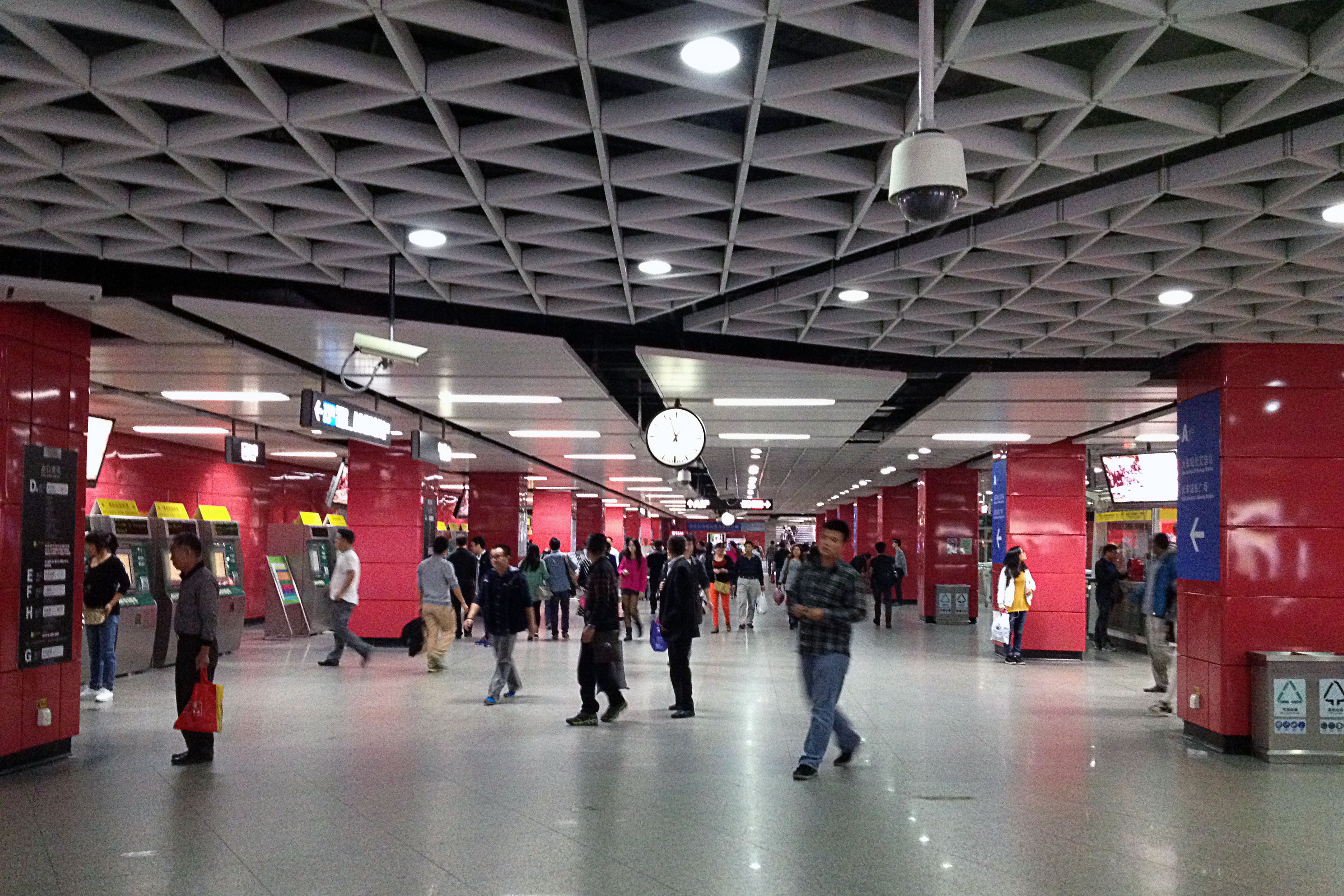
改札階
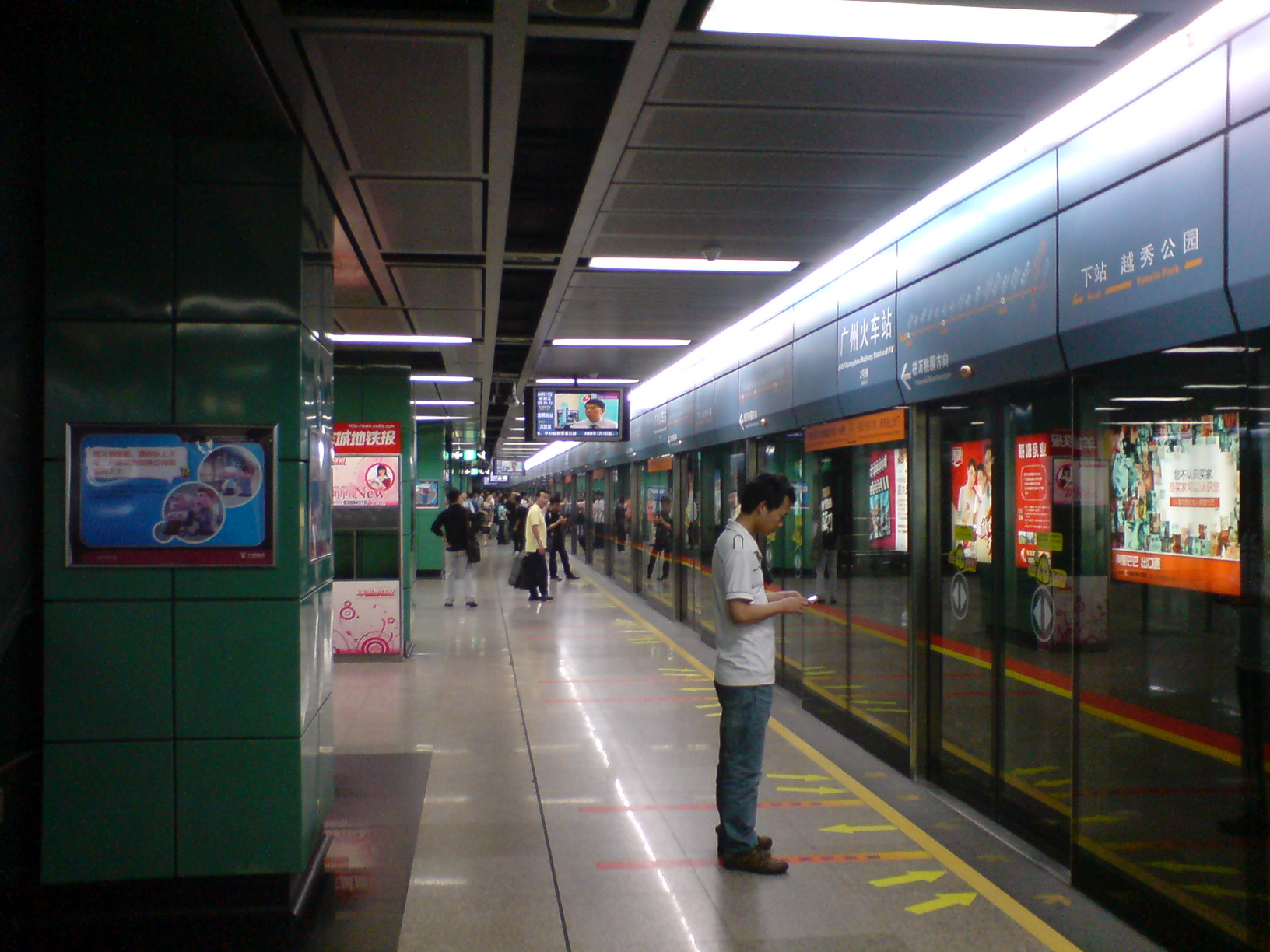
2号線ホーム
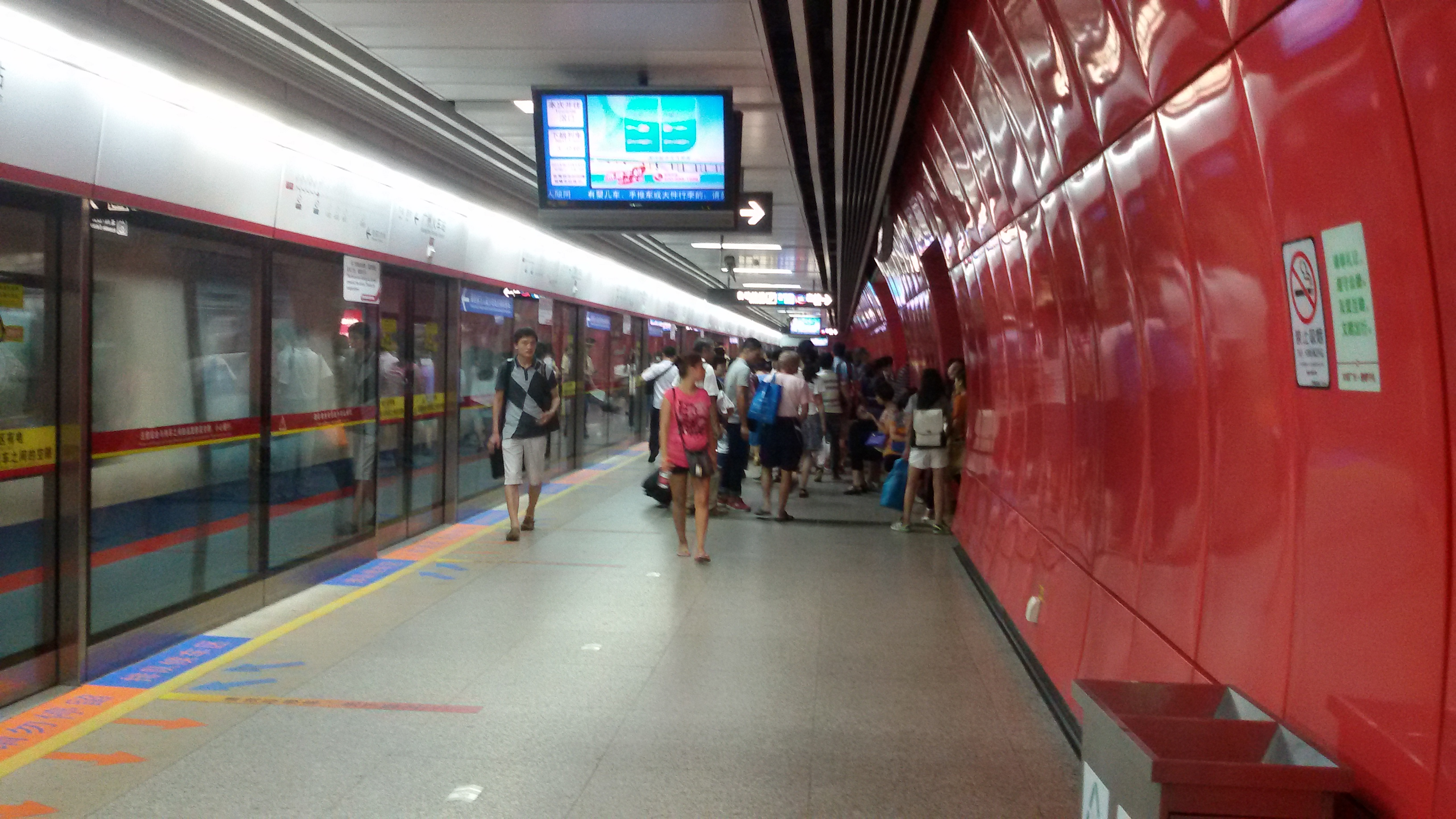
5号線ホーム

| 地下1階 | 西コンコース ■2号線          | 改札口、自動券売機、サービスセンター、駅商店、駅警備室、セキュリティ |  |
|         | 連絡通路                     | 2号線と5号線コンコースを連絡                                         |  |
|         | 東コンコース ■5号線          | 改札口、自動券売機、サービスセンター、駅商店、駅警備室、セキュリティ |  |
| 地下2階 | 2番線                        | 2号線 越秀公園へ（広州南駅方面）                                     |  |
|         | 島式ホーム、左側の扉が開く   |                                                                      |  |
|         | 1番線                        | 2号線 三元里へ（嘉禾望崗方面）                                       |  |
|         | 設備フロア                   | 5号線駅設備                                                          |  |
| 地下3階 | 4番線                        | 5号線 西村へ（滘口方面）                                             |  |
|         | 分離式ホーム、左側の扉が開く |                                                                      |  |
|         | 連絡通路                     | 両側ホームおよび東コンコースを連絡                                   |  |
|         | 分離式ホーム、左側の扉が開く |                                                                      |  |
|         | 3番線                        | 5号線 小北へ（黄埔新港方面）                                         |  |

## 利用状況
旧正月（春節）のピーク時の乗降客数は約20万人（2007年）に上り、通年でも7～8万人が利用するとされる。

## 駅周辺
広東省の地場産業である衣料や靴などの卸売市場がある。旅社やビジネスホテルなどが駅を囲むように集まっており出稼ぎ労働者が多い。駅南側の徒歩10分の所に越秀公園がある。
- 広州バスターミナル（中国語版）
- 省バスターミナル（中国語版）
- 環市路（中国語版）
- 友誼劇院（中国語版）

## バス
広州白雲国際空港へのシャトルバスが出ている。その他、市内のバスや長距離バスなどが網目のように走っている。

## 隣の駅
中国鉄路総公司
京広線
棠渓駅 - 広州駅
広深線
広州駅 - 広州東駅
広茂線
広州駅 - 三眼橋駅
広州地下鉄
■2号線
越秀公園駅 215 - 広州駅 216 - 三元里駅 217
■5号線
西村駅 505 - 広州駅 506 - 小北駅 507